# Puszno Godowskie
Puszno Godowskie [pronunciación en polaco: /ˈpuʂnɔ ɡɔˈdɔfskʲɛ/] es un pueblo ubicado en el distrito administrativo de Gmina Opole Lubelskie, dentro del Condado de Opole Lubelskie, Voivodato de Lublin, en Polonia oriental. Se encuentra aproximadamente a 9 kilómetros al sureste de Opole Lubelskie y a 39 kilómetros al suroeste de la capital regional Lublin.